# Ghats Orientals
Els Ghats Orientals (Eastern Ghats) és una cadena de muntanyes a la part oriental del sud de l'Índia paral·lela a la costa i a la cadena dels Ghats Occidentals amb la qual es troba a les muntanyes Nilgiris. El seu inici és realment a Orissa i avança al sud passant per Andhra Pradesh i Tamil Nadu. L'altura mitjana és de 620 metres i els seus punts més alts no arriben en cap cas als 2000 metres.
A la part nord les muntanyes són properes a la costa però més al sud van més a l'interior. En part són coneguts localment com les muntanyes Maliahs i hi viuen diverses ètnies com els khonds, els savares, els koyis i altres menors.
L'altura màxima és el Mahendragiri a Orissa que supera els 1500 metres. Més al sud forma la serralada de Nallamala; a causa de la manca de pluja hi ha poca vegetació i estan habitats pels chenchus. Més al sud a Tamil Nadu, les muntanyes són anomenades muntanyes Palkonda i encara altres noms. Finalment acaben a les muntanyes Nilgiris.
La cadena té pocs rius importants: el Rushikulva, el Langulya i algun dels afluents del Godavari són els únics a destacar. Més al sud són rierols sense importància.